# Здолбунівська міська територіальна громада
Здолбунівська міська громада — територіальна громада в Україні, в Рівненському районі Рівненської области. Адміністративний центр — м. Здолбунів.
Площа громади — 150,6 км², населення — 31 764 осіб (2020).

## Населені пункти
У складі громади одне місто (Здолбунів) і 13 сіл:
- Богдашів
- Глинськ
- Загора
- Ільпінь
- Копиткове
- Кошатів
- Мар'янівка
- Новомильськ
- Новосілки
- Орестів
- Підцурків
- П'ятигори
- Степанівка